# Girbert de Metz
Girbert de Metz (ou Gerbert de Metz) est une chanson de geste des XII-XIIIe siècles, qui fait partie du Cycle des Lorrains. Elle fait suite à Garin le Lorrain, dont elle reprend l'intrigue autour du siège de Gironville. La chanson poursuit ce siège dans sa première partie avec la défaite définitive des grands Bordelais, malgré la fuite de Fromont, le principal représentant de la lignée. Une deuxième partie voit la guerre entre les Lorrains et les Bordelais reprendre à la suite de la mort accidentelle du Lorrain Doon à la fête de Saint Seurin, et se poursuit jusqu'à la mort de Fromont, revenu en France à la tête d'une armée de Sarrasins. Le texte se termine avec le récit de l'apogée de Girbert le Lorrain, bientôt roi de Gascogne et de Septimanie, et s'achève avec la mort de Fromondin, fils de Fromont. 
Longue de plus de 13 000 décasyllabes dans la plupart des manuscrits conservés, cette chanson anonyme peut être considérée comme l'une des œuvres les plus diffusées de la littérature épique médiévale française avec une quinzaine de représentants et autant de fragments. Elle offre un exemple de vendetta médiévale poussée à son paroxysme avec la destruction de la lignée des Bordelais par les Lorrains. 

## Résumé

### Gironville
Les Bordelais, menés par Fromont et son fils Fromondin, continuent d'assiéger les Lorrains à Gironville, près de Bordeaux. Armés d'une immense machine, ils mettent le feu à la ville, mais Girbert et Gérin, chefs des Lorrains, parviennent à s'en défaire. Profitant du statu-quo, les deux Lorrains partent à la cour chercher l'aide du roi de France. Mais Pépin refuse et, par dépit, les Lorrains décident d'aller chercher fortune auprès du roi Anseïs de Cologne qui a fort à faire face aux Sarrasins. A Cologne, Girbert fait merveille et c'est riche et doté d'une merveilleuse monture (le cheval Flori) qu'il revient à la cour. Une dispute éclate alors avec les Bordelais, qui insultent la reine. Un défi judiciaire s'ensuit, qui voit Girbert vaincre Fromondin ; mais les Bordelais parviennent à fuir jusqu'à Gironville laissé à la garde d'Hernaut. Le siège reprend, qui voit Fromondin et Ludie, les deux enfants de Fromont être capturés. Girbert arrive à Gironville, à la tête de l'armée du roi ; c'est une bataille décisive qui s'engage et qui voit la mort de la plupart des grands Bordelais. Seuls Fromondin, toujours prisonniers, et Fromont, qui s'enfuit, parviennent à survivre. 

### Bordeaux
La paix semble s'installer entre les deux lignées, mais une mort accidentelle (celle du Lorrain Doon) lors d'une rixe pendant la fête de Saint Seurin relance les hostilités. Fromondin est rapidement vaincu ; il décide alors de se faire moine. Peu après, le roi Anseïs appelle à l'aide Girbert et les siens, les Sarrasins ayant de nouveau envahi son pays. L'apprenant, Fromondin se défroque et part à Cologne dans le but de surprendre les Lorrains ; mais sur place, il change d'avis et s'alie à Girbert pour vaincre les Sarrasins. Après la bataille, la trêve prend fin et Fromondin et Girbert s'affrontent. C'est une nouvelle défaite du Bordelais qui est amené à Paris pour être jugé. Mais une nouvelle leur arrive alors de Bordeaux : Fromont est de retour, à la tête d'une armée de Sarrasins. L'ensemble des Français, dont Fromondin, partent repousser cette invasion. Fromont trouve la mort et Fromondin fait la paix avec les Lorrains. Il participe même à la victoire de Girbert à Aix en Gascogne sur de nouveaux Sarrasins et au couronnement de Girbert. Le Lorrain Hernaut et la Bordelaise Ludie se marient finalement, symbolisant la réconciliation des deux lignées. 

### Aix en Gascogne
La paix civile semble donc installée en France. Des invasions sarrasines surviennent toujours en Septimanie, qui verront de nouvelles interventions des Lorrains. Girbert décide, peu après une victoire contre les Païens à Saint Gille, de reconstruire l'église où est enterré son ennemi Fromont. Il en profite pour récupérer discrètement le crâne de Fromont et le fait enchâsser dans une coupe d'or. Quand Fromondin l'apprend, c'est la reprise des hostilités et une nouvelle défaite du Bordelais, qui s'enfuit en Espagne. Narbonne est peu de temps après attaqué par des Sarrasins. Girbert intervient et devient roi du pays. Quelques années passent, Girbert et Gérin décident de faire le pèlerinage de Saint Jacques de Compostelle. Sur le chemin, ils croisent Fromondin, qui cherche à les tuer. Les Lorrains parviennent à s'en débarrasser définitivement. C'est le retour triomphal des Lorrains, Gérin à Cologne, Hernaut à Gironville, Girbert à Aix en Gascogne. 

## Adaptation
Girbert de Metz a fait l'objet de trois mises en prose : 
- la version brève du manuscrit Arsenal 3346 ;
- la version de David Aubert dans son Histoire de Charles Martel ;
- la version messine de Philippe de Vigneulles.

## A propos de l’œuvre
- L'importante tradition manuscrite de Girbert de Metz en fait une des œuvres épiques les plus reproduites du XIIIe siècle. Cet intérêt pour ce récit de vendetta sans fin peut s'expliquer par la représentation des guerres civiles propres à l'histoire médiévale française.
- Bien que relié à la ville de Metz et à la Lorraine par la généalogie de ses personnages, le lien entre Girbert de Metz et la région lorraine est tenu. Il est possible que les textes de Girbert n'ait été que tardivement remanié dans le cycle des Lorrains[3].
- Certains épisodes de l’œuvre font clairement appel aux annales carolingiennes, notamment le personnage Bordelais de Fromont, avatar épique de Pépin II d'Aquitaine[4].

### éditions et traductions

#### éditions
- Li romans de Garin le Loherain, P. Paris, Paris (Romans des douze pairs de France, 2-3), 1833-1835, [disponible en ligne].
- Gerbert de Metz, chanson de geste du XIIe siècle, par Pauline Taylor, Bibliothèque de la Faculté de philosophie et lettres de Namur, 1952 (édition du texte d'après le manuscrit non représentatif de la tradition, A[5])

#### traduction
- Gerbert de Metz, chanson de geste du XIIIe siècle, traduction de Bernard Guidot, Nancy, Presses universitaires, 1988.

#### éditions partielles modernes
- Gerbert de Metz. Édition et étude du début (4384 vers) de la version longue de Gerbert de Metz d'après les manuscrits W (Bancroft Library, Berkeley 140), D (Paris, Bibl. Nationale de France, fr. 1461), J (Montpellier, Bibl. de l'École de Médecine, n° 243) de la Geste des Loherains, par Maggy Bulté-Di Fiore, thèse de doctorat, Université de Valenciennes, 2009 [disponible en ligne].
- Explicit la mort de Fromondin: édition et étude linguistique, littéraire et historique du passage correspondant aux vers 13935 à 14795 du ms. A de Gerbert de Mez d'après les douze mss complets ABCDEJMNPRSV et les trois amputés d'une partie de la fin ILQ, par Gauthier Grüber, thèse de doctorat, Université de Valenciennes, 2018, [disponible en ligne].

### présentations et études
- Jean-Charles Herbin, « Variations, vie et mort des Loherains. Réflexions sur la gestation et les paradoxes d'un grand cycle épique », Cahiers de recherches médiévales, 12, 2005, p. 147-174, [disponible en ligne].
- Jean-Pierre Martin, « Geste des Lorrains », Dictionnaire des lettres françaises: le Moyen Âge, Paris, Fayard, 1992, p. 525-529.
- François Suard, Guide de la chanson de geste et de sa postérité littéraire, Honoré Champion, 2011, p. 213-214.